# Wachpolizei

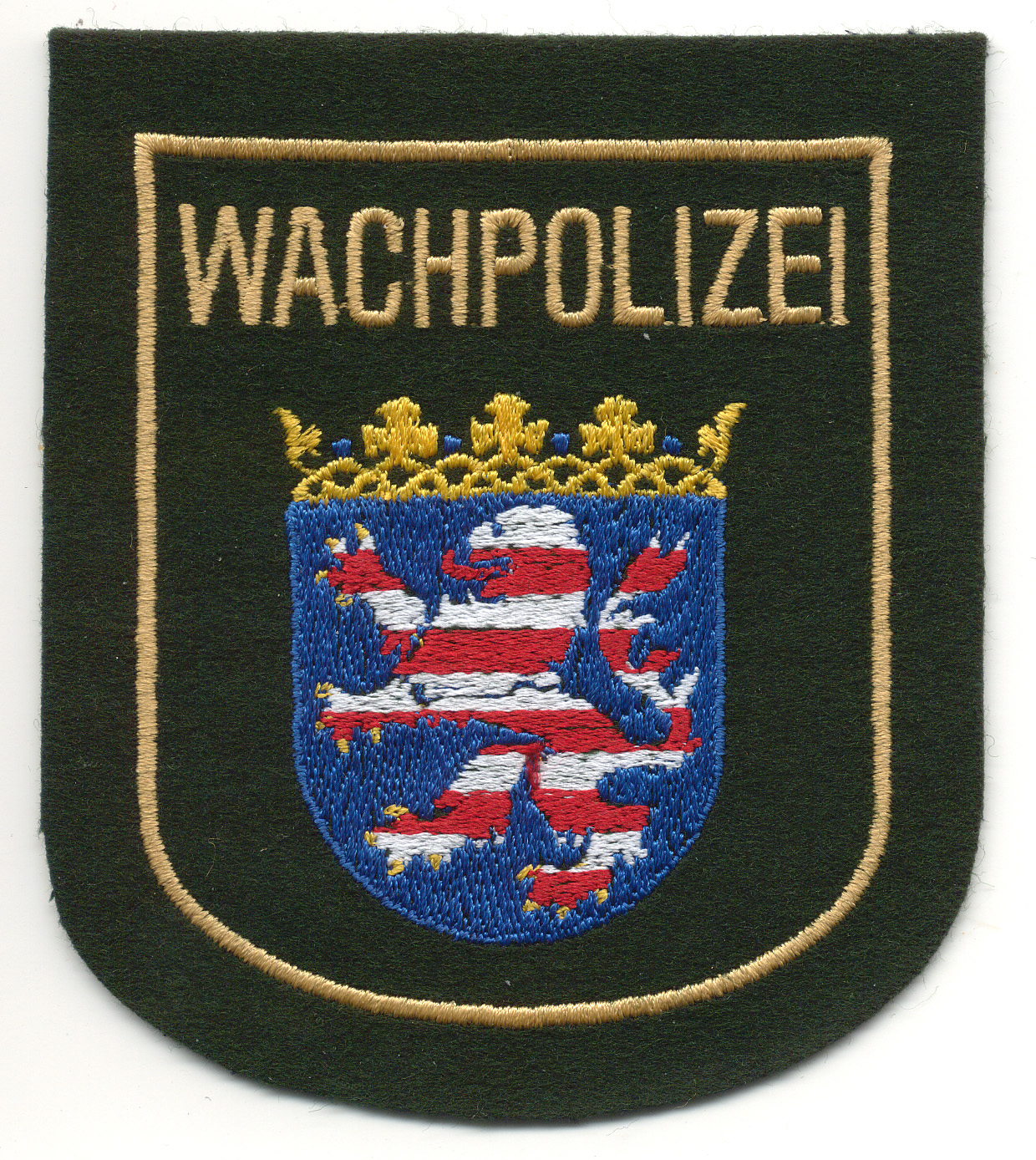
Altes grünes Ärmelabzeichen der hessischen Wachpolizei

Die Wachpolizei (WaPol) ist eine Organisationseinheit innerhalb einiger deutscher Landespolizeien. Sie hat einen speziellen Aufgabenbereich, dazu zählen meist Unterstützungs- und Objektschutzaufgaben. Meist ist die Wachpolizei einem Polizeipräsidium angegliedert. Zurzeit gibt es in Berlin und Hessen eine Wachpolizei, in Sachsen war eine Wachpolizei von 2002 bis 2006 sowie von 2016 bis 2020 eingerichtet.
In Berlin und seit 2017 auch in Bremen ist die amtliche Bezeichnung Zentraler Objektschutz ZOS, welche die frühere Bezeichnung Wachpolizei abgelöst hat.
Die Wachpolizei ist uniformiert und rekrutiert sich im Gegensatz zum normalen Polizeivollzugsdienst aus Polizeibeschäftigten im Angestelltenverhältnis, die Angestellten unterstützen die Beamten des Polizeivollzugsdienstes.
Die Befugnisse der Wachpolizisten sind denen der Vollzugspolizei in einigen Bereichen gleichgestellt, sie haben im Bereich der Gefahrenabwehr oft dieselben Eingriffsbefugnisse. Sie sind jedoch keine Ermittlungspersonen der Staatsanwaltschaft, daher dürfen von ihnen keine schwerwiegenden strafprozessualen Eingriffe in die Grundrechte eines Bürgers angeordnet werden. Die genauen Befugnisse regeln die jeweiligen Landesgesetze, somit können zwischen den Ländern Unterschiede bestehen.

## Berlin

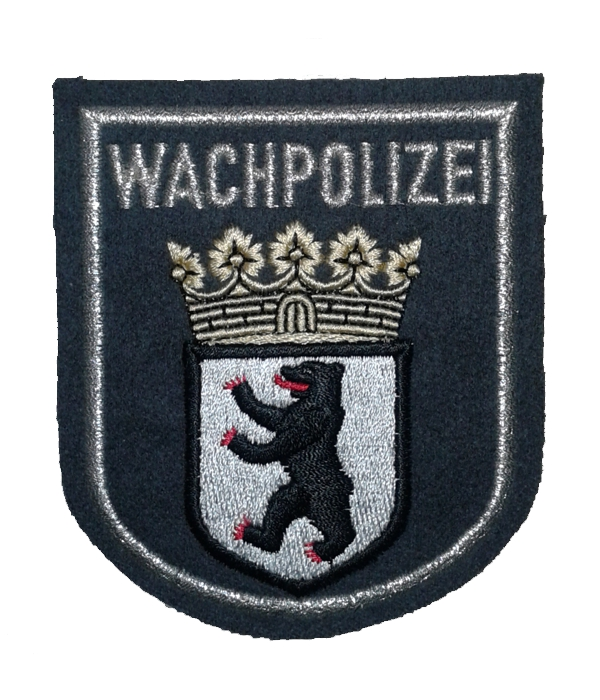
Ärmelabzeichen/Hoheitszeichen der Berliner Wachpolizei

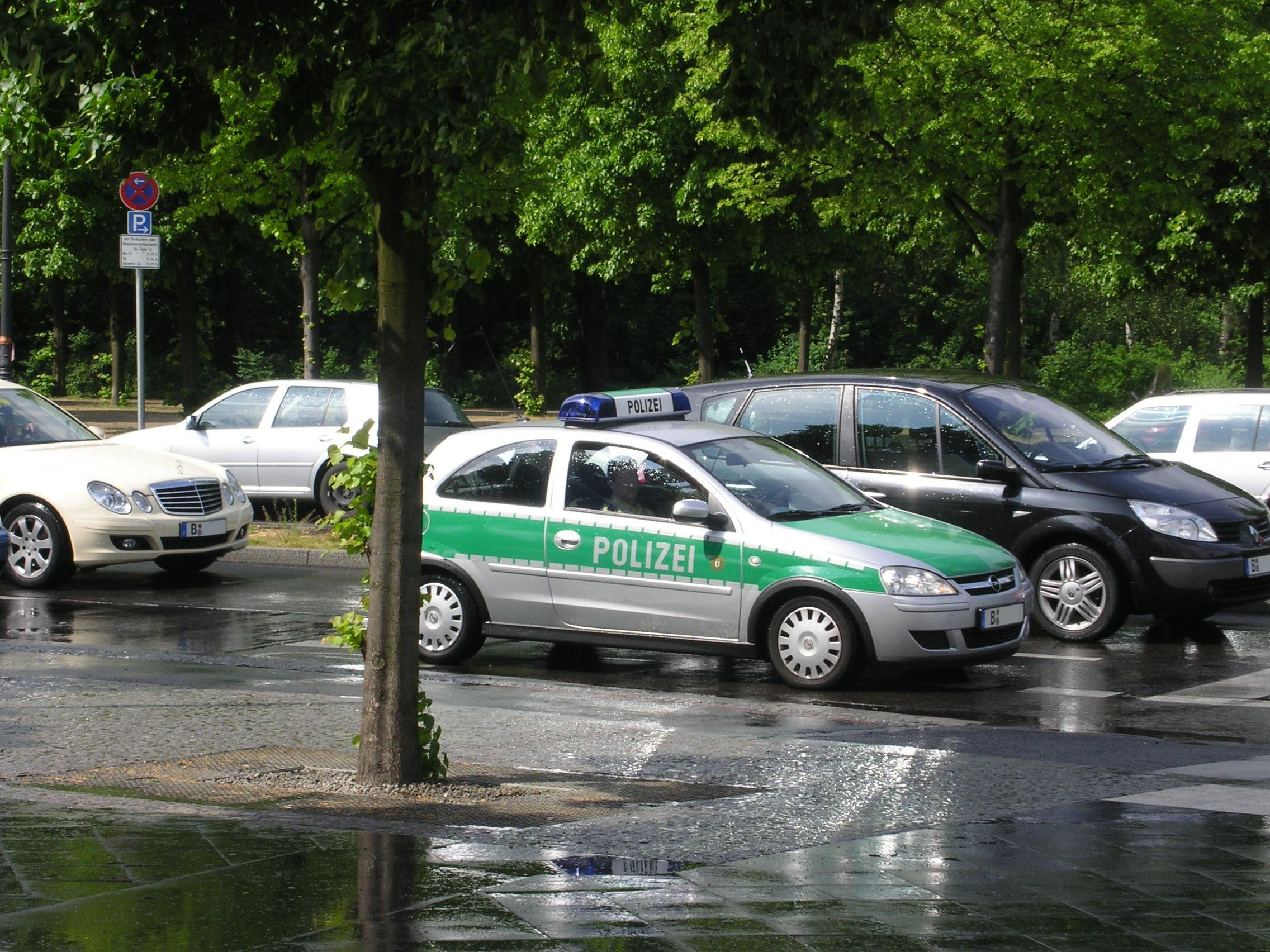
Streifenwagen des Zentralen Objektschutzes ZOS am Holocaustmahnmal

Am 23. September 1947 wurde von den alliierten Stadtkommandanten für Groß-Berlin der Aufbau eines gemeinsamen „Hilfspolizeiwachdienstes“ beschlossen. Drei Tage später wurde der Befehl der Alliierten Kommandantur hierzu erlassen, in dem die Aufgaben der Wachpolizei und deren Stärke von 3500 Mann festgelegt wurden. Das Ziel war es, die Schutzpolizei von den Aufgaben des stationären Objektschutzes zu befreien, der damals noch weit überwiegend darin bestand, alliierte Objekte zu schützen. Die ersten Wachpolizisten (Abkürzung Wapo) wurden mit Uniformen der Schupo eingekleidet, die allerdings vollständig schwarz eingefärbt waren. 1948 beschäftigte die Berliner Polizei 2200 Wachpolizisten. Im Laufe der folgenden Jahrzehnte erweiterte sich das Aufgabenspektrum der Wachpolizei. Es wurden mobile Objektschutzstreifen eingeführt, weiterhin z. B. diplomatische Vertretungen einbezogen. Ebenfalls wurde die Objektsicherung polizeilicher Einrichtungen, sowie die Bewachung, später auch der Transport, von Gefangenen übernommen. Zu den Gefangenen in diesem Sinne gehören Festgenommene nach Strafprozessordnung oder auch Polizeirecht (z. B. hilflose Personen infolge von Alkohol), aber auch Abschiebehäftlinge. Anfang der 1980er Jahre gab es einen weiteren Versuch, mit Hilfe der Wachpolizei die Schutzpolizei zu entlasten. Hier wurden gemischte Funkstreifenbesatzungen erprobt, wobei der Wachpolizist als Kraftfahrer die Aufgabe des Streifenbegleiters übernehmen sollte. Dies hätte zu einer spürbaren Entlastung der Personalsituation führen können, doch in der Praxis scheiterte das Projekt an den fehlenden Befugnissen der Wachpolizei, denn die eigentliche polizeiliche Arbeit, wie sie im Funkwageneinzeldienst üblich ist, kann nur von einem Polizeivollzugsbeamten mit sämtlichen Eingriffsbefugnissen wahrgenommen werden. Auch war die Unterstützung des Schupo-Kollegen durch den Wachpolizisten rechtlich nicht unproblematisch, denn vielfach konnte hier nur das Notwehrrecht greifen. So wurde dieser Versuch nach kurzer Zeit wieder eingestellt. In Berlin wird die Wachpolizei seit einigen Jahren Angestellte im Polizeivollzugsdienst genannt. Sie gehört innerhalb der Berliner Polizei zur Direktion Zentrale Sonderdienste.
Der Zentrale Objektschutz beschäftigt etwa 1600 Tarifbeschäftigte (TB OS) und circa 60 Beamte. Die Anzahl der Tarifbeschäftigte im Gefangenenwesen (TB GD) ist z. Zt. nicht bekannt.

### Aufgaben
Zu den Aufgaben gehören der Objektschutz und das Gefangenenwesen inklusive des Transports (Überführung).
Die Aufgaben sind in der Verordnung über die Wahrnehmung bestimmter polizeilicher Aufgaben durch Vollzugsdienstkräfte der Polizei festgelegt, dort findet auch noch der Begriff Wachpolizei Verwendung.

### Rechtlicher Status
Die Mitglieder der Wachpolizei sind Angestellte des Landes Berlin. Sie haben Eingriffsrechte gegenüber dem Bürger, die sich aber vielfach auf präventive Maßnahmen, seltener auch auf repressive Tätigkeiten, erstrecken. So ist der Polizeivollzugsangestellte beispielsweise befugt, zur Gefahrenabwehr die Identität einer Person festzustellen oder sie zu durchsuchen, im Gefangenenüberwachungsdienst dürfen auch erkennungsdienstliche Maßnahmen durchgeführt werden.

### Uniform
Die Wachpolizei Berlin trägt dieselbe Polizeiuniform wie die Schutzpolizei, sie unterscheidet sich allerdings in einigen Punkten. So trägt der Angestellte eine schwarze Schulterklappe genauso wie ein schwarzes Schirmmützenband. Die Schulterklappe wird pro zehn absolvierten Dienstjahren mit blauen Streifen versehen.

### Fahrzeuge
Die Wachpolizei Berlin nutzt überwiegend Fahrzeuge der Marke Opel. Seltener kommen auch Fahrzeuge anderer Marken, wie zum Beispiel Fiat zum Einsatz. Aktuelle Streifenwagen sind VW Polo und Opel Corsa. In Erprobung sind Hybrid- und reine Elektrowagen Toyota Prius und Mitsubishi i-MiEV.

### Bewaffnung
Die Wachpolizei ist ebenso wie die Schutzpolizei mit einer HK SFP9, einem Schlagstock und einem Reizstoffsprühgerät sowie im Objektschutz auch mit einer Heckler & Koch MP5A3 bewaffnet.

### Sonderfall GSU
Neben der Wachpolizei des Landes Berlin gab es zwischen 1968 und 1994 eine solche auch bei den Britischen Streitkräften. Als German Service Unit wurde diese 1968 aus einer bis dahin als reine Wachmannschaft aufgestellte Einheit als Wachpolizei formiert. Diese war aufgrund alliierter Bestimmungen berechtigt, ebenfalls Befugnisse aus dem Allgemeinen Sicherheits- und Ordnungsgesetz sowie dem Gesetz über den unmittelbaren Zwang wahrzunehmen, was allerdings an bestimmte Voraussetzungen geknüpft war. 1982 wurde die Einheit als 248 German Security Unit in die Royal Military Police integriert. In den 1970er und 1980er Jahren übernahm sie Schutzobjekte, die bislang durch die Wachpolizei des Landes Berlin abgedeckt wurden. Darunter die Residenz des britischen Stadtkommandanten.
Die German Security Unit wurde mit dem Abzug der Britischen Streitkräfte aus Deutschland Ende September 1994 demobilisiert.

## Hessen

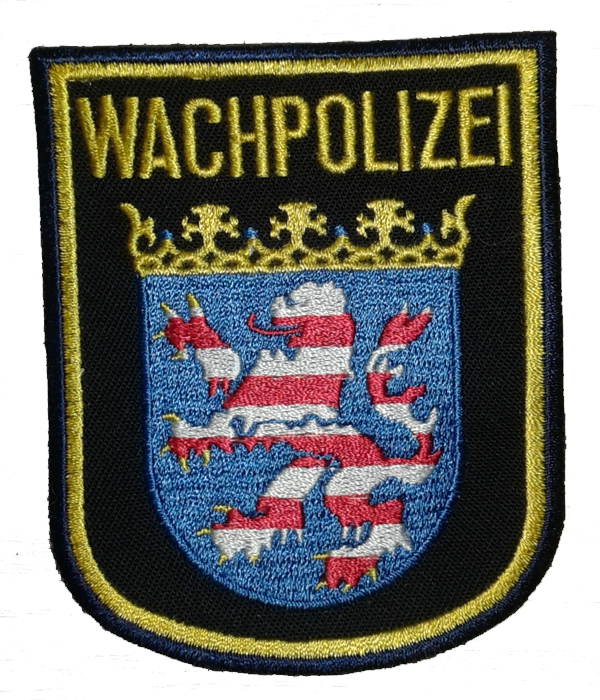
Ärmelabzeichen/Hoheitszeichen der Hessischen Wachpolizei seit 2009

Die Wachpolizei wurde in Hessen im Oktober 2000 ins Leben gerufen, um die reguläre Polizei durch Unterstützungskräfte zu entlasten. Nach einer Pilotphase in den Polizeipräsidien Frankfurt am Main, Mittelhessen und Nordhessen, in der zunächst 110 Angestellte eingesetzt wurden, erfolgte im Jahr 2002 eine Aufstockung um 250 weitere Wachpolizisten. Im gleichen Jahr wurde die Wachpolizei auch in den Polizeipräsidien Westhessen (Wiesbaden) und Südhessen (Darmstadt) etabliert.
Bis 2008 stieg die Zahl der Wachpolizisten auf etwa 380. Im Jahr 2009 folgten 150 weitere Kräfte, wodurch die Gesamtzahl auf ca. 530 anwuchs. Zu diesem Zeitpunkt war ein Großteil der Wachpolizisten dem Polizeipräsidium Frankfurt am Main zugeteilt, da in Ballungsräumen besonders viele Objektschutzmaßnahmen erforderlich waren.
2015 beschloss die hessische Landesregierung, die Wachpolizei erneut aufzustocken. Weitere 100 Wachpolizisten wurden eingeplant, und im Januar und Februar 2016 begannen die Bewerbungs- und Eignungsverfahren für diese neuen Stellen.
Bis zum Jahr 2019 wuchs die Anzahl der Wachpolizisten in Hessen auf 762 an. Diese Entwicklung unterstreicht die kontinuierlich steigende Bedeutung der Wachpolizei als Ergänzung der regulären Polizeikräfte, insbesondere im Bereich des Objektschutzes und bei anderen unterstützenden Tätigkeiten.
Seit 2021 wurde die Wachpolizei in Hessen weiter verstärkt, um die innere Sicherheit zu erhöhen und die regulären Polizeikräfte zu entlasten. Im Februar 2022 traten 33 neue Wachpolizistinnen und Wachpolizisten ihren Dienst an, wodurch die Gesamtzahl auf etwa 800 anwuchs. Diese neuen Kräfte wurden auf verschiedene Polizeipräsidien verteilt, insbesondere in Ballungsräumen, um die Sicherheitsmaßnahmen weiter zu unterstützen.
Im Jahr 2023 wurden weitere 30 Wachpolizisten eingestellt, die in drei der sieben hessischen Polizeipräsidien ihren Dienst aufnahmen. Dieser kontinuierliche Personalzuwachs unterstreicht die zunehmende Bedeutung der Wachpolizei als festen Bestandteil der Sicherheitsarchitektur in Hessen.

### Aufgaben
Die Aufgabenzuweisung ergibt sich aus § 13 HSOG-DVO und der Verwaltungsvorschrift. Zu den Aufgaben der Wachpolizei in Hessen gehören vor allem Objektschutzmaßnahmen an gefährdeten Objekten wie Konsulaten und Synagogen, aber auch die Sicherung polizeilicher Gebäude, wie Polizeipräsidien oder Gebäuden des Innenministeriums. Weitere Aufgaben sind Fußstreifen, vor allem in Fußgängerzonen, die Verkehrsüberwachung, Geschwindigkeitskontrollen, die Durchführung von erkennungsdienstlichen Maßnahmen, die Unterstützung bei Abschiebungen und Vorführungen, Tatortarbeit sowie der Dienst bei Großveranstaltungen oder Besonderen Ereignissen.

### Ausbildung
Die Ausbildung dauert ca. sechs Monate und gliedert sich in eine viermonatige theoretische Phase einschließlich 38 Stunden Schießausbildung sowie eines vierwöchigen DIF-Lehrgangs zur Anwendung Unmittelbaren Zwangs, gefolgt von einem Praktikum in einem Polizeipräsidium und einer Einführungsphase im einstellenden Polizeipräsidium, sowohl im Innendienst als auch im Außendienst.

### Rechtlicher Status
Wachpolizisten sind Tarifbeschäftigte des Landes Hessen; sie sind Amtsträger im Sinne des Strafrechts, § 11 Abs. 1 Nr. 2 StGB, und des Amtshaftungsrechts, Art. 34 GG i. V. m. § 839 BGB und im Sinne von (§ 13 HSOG-DVO). Sie sind Hilfspolizeibeamte. Als diese haben sie im Rahmen ihrer Aufgaben die gleichen Befugnisse wie Polizeivollzugsbeamte, sie können also insbesondere die Identität von Personen feststellen, Personen und mitgeführte Sachen durchsuchen, Platzverweise aussprechen und Gewahrsamnahmen durchführen. Sie sind auch zur Anwendung unmittelbaren Zwangs durch Hilfsmittel der körperlichen Gewalt und durch Waffen ermächtigt. Die Einstellung erfolgt durch die jeweiligen Polizeipräsidien nach dem Bundes-Angestelltentarifvertrag in der Vergütungsgruppe VIb BAT, seit November 2009 mit Aufstiegsmöglichkeiten nach BAT V c in bestimmten Aufgabenbereichen.
Ansonsten verbleiben die Angestellten in der VI6b BAT bzw. E6 TV-H.
Am 26. März 2015 klagten vier Angestellte der Wachpolizei des Landes Hessen vor dem Arbeitsgericht Wiesbaden. Die 9. Kammer des Gerichts sprach den Wachpolizisten daraufhin eine Erhöhung ihrer Gehälter um drei Gehaltsgruppen zu.
Die Angestellten des Landes Hessen haben somit eine Höhergruppierung von der Entgeltgruppe 6 in die Entgeltgruppe 9a geltend gemacht. Bisher wurden über 40 Klagen vor dem Amtsgericht Wiesbaden eingereicht.
Auch die 10. Kammer des Arbeitsgerichts Wiesbaden gab klagenden Wachpolizisten Recht. Die Kammer bestätigte damit bereits am 26. März 2015 ergangene Entscheidungen der 9. Kammer des Gerichts. Für die Wachpolizisten geht es um eine durchschnittliche Erhöhung ihrer Gehälter um ca. 250,00 Euro pro Monat und eine Eingruppierung in die Entgeltgruppe E9a TV-H. Damit werden Wachpolizisten im Vergleich zu voll ausgebildeten Polizeivollzugsbeamten des mittleren Dienstes  beinahe gleichwertig eingruppiert, da diese in der Besoldungsgruppe A 9 (Polizeikommissar) ihren Dienst beginnen.

### Uniform

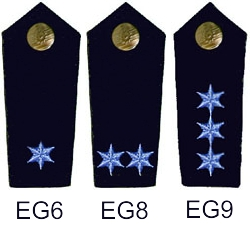
Schulterklappen der Hessischen Wachpolizei

Die Wachpolizei trägt die gleiche Polizeiuniform wie die Polizeibeamten der hessischen Polizei. Die Angestellten sind an den Ärmel- und Hoheitsabzeichen mit der Aufschrift Wachpolizei über dem Landeswappen, dem reflektierenden Schriftzug Wachpolizei auf der Oberbekleidung und den Schulterstücken mit hellblauen Sternen auf dunkelblauem Grund sowie einem blauen Mützenband an der Dienstmütze zu erkennen.
Die Schulterstücke unterscheiden sich in Entgeltgruppe (EG) 6 TV-H mit einem Stern, in EG 8 TV-H mit zwei nebeneinanderliegenden Sternen und seit 2015 auch in EG 9 TV-H mit drei Sternen (analog dem Polizeiobermeister A8).

### Ausrüstung
Der Ausstattungsumfang der Wachpolizisten mit Führungs- und Einsatzmitteln ist dem der Polizeivollzugsbeamten nahezu gleichzusetzen.
Seit 2012 wurde die Ausbildung, analog zum Polizeivollzugsdienst, um die Maschinenpistole MP5 ergänzt.

## Sachsen

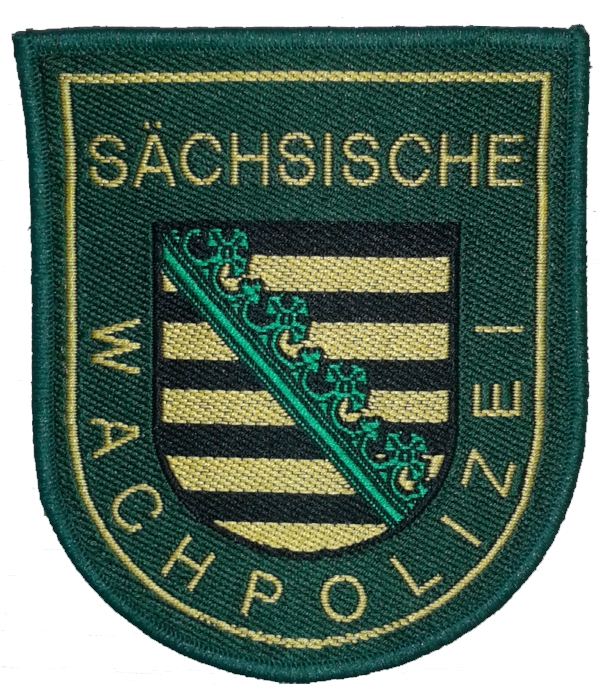
Altes Ärmelabzeichen der Sächsischen Wachpolizei

Als Reaktion auf die veränderte Sicherheitslage nach den Terroranschlägen vom 11. September 2001 in den USA wurde in Sachsen die Einführung einer Wachpolizei zur Unterstützung der Vollzugspolizei beschlossen. Am 1. Mai 2002 wurden auf der Grundlage des Sächsischen Wachpolizeigesetzes die ersten 209 Wachpolizisten als Angestellte des Landes Sachsen angestellt und begannen mit ihrer Ausbildung. Dieses erste Kontingent der Wachpolizei wurde zum 1. Mai 2006 in den Polizeivollzugsdienst übernommen und begann mit der Ausbildung zu Polizeivollzugsbeamten bei der sächsischen Bereitschaftspolizei. Zum 1. Mai 2004 wurde das ursprünglich auf zwei Jahre begrenzte Sächsische Wachpolizeigesetz durch den Landtag um zwei weitere Jahre verlängert und ein neues Kontingent von 50 Wachpolizisten eingestellt, die nach Ablauf des Gesetzes ebenfalls in den Polizeivollzugsdienst übernommen wurden.
Die Wachpolizisten wurden nach dem Ablauf von jeweils zwei Jahren mit einer um ein halbes Jahr verkürzten Ausbildung bei der Bereitschaftspolizei in den regulären Polizeivollzugsdienst übernommen.
Der Freistaat Sachsen hatte am 1. Februar 2016 wieder mit der Ausbildung von zunächst 50 Wachpolizisten begonnen, denen ab 1. Mai 2016 weitere 100 folgen sollten. Ende April 2016 begannen die ersten 47 Absolventen der dreimonatigen Ausbildung ihren Dienst. Von den 42 Männern und fünf Frauen sollten 25 in Dresden und 22 in Leipzig vor allem zum Schutz von Flüchtlingsunterkünften und bei der Personenüberwachung eingesetzt werden. 2020 endete der auf fünf Jahre befristete Einsatz der Wachpolizei in Sachsen.

### Aufgaben
Die sächsische Wachpolizei führte die Objektschutzmaßnahmen an gefährdeten Einrichtungen wie z. B. Synagogen oder dem amerikanischen Generalkonsulat in Leipzig durch. Des Weiteren sollte sie Flüchtlingsunterkünfte bewachen und bei Abschiebungen eingesetzt werden.

### Einstellungsvoraussetzungen
Die Voraussetzungen, um Wachpolizist in Sachsen zu werden, sind niederschwellig:
1. keine Piercings oder Tattoos im sichtbaren Bereich
2. deutsche Staatsangehörigkeit
3. Realschulabschluss oder Hauptschulabschluss mit abgeschlossener Berufsausbildung oder ein gleichwertiger Bildungsstand
4. geordnete wirtschaftliche Verhältnisse
5. Mindestgröße 160 cm
6. Mindestalter 20 Jahre, Höchstalter 32 Jahre
7. keine Vorstrafen
8. Führerschein Klasse B oder eine gleichgestellte Fahrerlaubnis
9. charakterliche und körperliche Eignung (Bekenntnis zur FDGO)

### Ausbildung
Die Ausbildung erfolgt in einem Zeitraum von insgesamt zwölf Wochen am Fortbildungszentrum in Bautzen.
Sie umfasst insbesondere die Vermittlung von Kenntnissen und Fertigkeiten des allgemeinen Verwaltungs- und Verfassungsrechts sowie des präventiven und repressiven Eingriffsrechts, auch hinsichtlich der Anwendung von Zwangsmitteln, sowie des dienstkundlichen Bereichs, der Kommunikations- und der interkulturellen Kompetenz. Die Ausbildung schließt mit einer Prüfung ab.
Nach Abschluss der Ausbildung erfolgt eine weitere Vertiefung der Ausbildungsinhalte im Rahmen der dienstlichen Fortbildung.

### Rechtlicher Status
Die Wachpolizisten sind Angestellte des Freistaates Sachsen. Durch das Sächsische Wachpolizeigesetz (SächsWachG) sind sie befugt, Maßnahmen nach dem Polizeigesetz des Freistaates Sachsen (SächsPolG) gegenüber dem Bürger zu treffen. Auch dürfen sie im Rahmen ihrer Tätigkeit Verkehrsteilnehmern Zeichen und Weisungen (§ 36 Abs. 1 StVO) geben.

### Bewaffnung
Die Wachpolizisten in Sachsen sind mit Schusswaffen bewaffnet. Die Ausbildung findet an der P7 von Heckler & Koch statt, welche auch im Einsatz getragen wird.

### Uniform
Die Wachpolizisten in Sachsen trugen die Uniform der Vollzugspolizei. Erkennbar waren sie an dem Schriftzug Sächsische Wachpolizei auf dem Ärmelabzeichen. Sie trugen keine Schulterstücke zur Uniform, als Kopfbedeckung gab es nur das Barett.
Ab 2015 wurde die Bekleidung an den neuen Bekleidungsstandard der Vollzugskräfte in Sachsen angepasst. Als Kopfbedeckung wird eine Art Basecap getragen. Die Uniform ist dunkelblau-hellblau.

### Kritik
Zur Initiative Sachsens sagte Ralf Jäger, als Innenminister Nordrhein-Westfalens verantwortlich für die größte deutsche Landespolizei: „Profis bekommt man nicht, wenn man jemand nach einem Crashkurs drei Monate später in eine Uniform steckt. Wo wir schwierige Einsatzsituationen haben, ist ein Profi auf der Straße besser als zwei Amateure.“
Die Gewerkschaft der Polizei kritisierte wiederholt die Kurzausbildung. „Das ist eine absolute Alibiaktion, die der Lage nicht gerecht wird“, sagte der GdP-Landesvorsitzende Sachsen Hagen Husgen. Er verwies auch darauf, dass die Situation 2016, im Gegensatz zu 2002, als es schon einmal eine Wachpolizei in Sachsen gab, viel brisanter sei. Während reguläre Polizisten in ihrer zweieinhalbjährigen Ausbildung für den mittleren Dienst umfassender ausgebildet würden, seien Wachpolizisten psychologisch völlig unzureichend auf Konfliktlagen vorbereitet. Husgen forderte, um den Personalnotstand bei der Polizei Sachsen zu beheben, Kollegen aus dem Ruhestand zurückzuholen oder die Lebensarbeitszeit von Beamten zu verlängern. Dies geschehe aber nicht, weil Sachsen kein Geld für die Polizei ausgeben wolle.

## Sachsen-Anhalt
Im Dezember 2015 wurde vor dem Hintergrund der Flüchtlingskrise und zunehmender Angriffe auf Ausländer, Flüchtlinge und Flüchtlingshelfer für Sachsen-Anhalt die Ausbildung von bis zu 250 Wachpolizisten ab 2016 beschlossen. Ihr Einsatz soll auf 2 Jahre befristet werden. Das Programm soll 2021 auslaufen (Stand Juni 2019).

## Forderung von Wachpolizei gegen Einbrecher
Im Juni 2016 forderte Innenminister Thomas de Maizière zur Bekämpfung von Einbrechern Wachpolizisten einzusetzen. Dies führte bei Politikern von SPD, Linke und Grüne, ferner der Gewerkschaft der Polizei zur Ablehnung des Vorschlages.
Auch der Kriminologe Christian Pfeiffer wandte sich gegen den Vorschlag. In einem Interview im Deutschlandfunk sagte er zu dem Vorstoß des Bundesinnenministers, die Ausrüstung von Wachpolizisten mit Schusswaffen „würde die Kultur der Polizei in Deutschland massiv gefährden.“ Personalauswahl und Ausbildung von Wachpolizisten seien nicht auf den Umgang mit der Waffe ausgerichtet. Stattdessen forderte er, Wohnungen besser vor Einbrüchen zu schützen. 70 Prozent der Opfer seien Wohnraummieter. Ähnlich wie beim Brandschutz müsse es gesetzliche Vorgaben geben, um die Wohnungen sicherer zu machen.

## Belege
1. ↑  Hans-Jürgen Lange, Matthias Gasch: Wörterbuch der Inneren Sicherheit. VS, Verlag für Sozialwiss., Wiesbaden 2006, ISBN 978-3-8100-3610-0
2. ↑  Polizei Sachsen - Polizei Sachsen - Wachpolizei beginnt Dienst in Dresden und Leipzig. polizei.sachsen.de, abgerufen am 16. Juni 2016.
3. ↑  https://www.l-iz.de/melder/wortmelder/2020/10/Wuerdigung-fuer-Wachpolizei-in-Sachsen-356890
4. ↑  berlin.de: Geschichte der Berliner Polizei, 1948 (Memento vom 15. September 2008 im Internet Archive); Stand 10. September 2008
5. ↑  berlin.de: Direktion Zentrale Sonderdienste: Zentraler Objektschutz, Stand 26. April 2022
6. 1 2  Verordnung über die Wahrnehmung bestimmter polizeilicher Aufgaben durch Dienstkräfte der Polizei (PDieVO) Vom 17. Februar 1993
7. ↑  GSU History. In: Website des Zeitzeugen-Projekts GSU History. gsu-history.com, 10. September 2020, abgerufen am 10. September 2020.
8. 1 2  polizei.hessen.de: Die Wachpolizei, Stand: 4. September 2008
9. 1 2 3 4 5 6 7  18. Dezember 2009 - Pressemitteilung (Seite nicht mehr abrufbar, festgestellt im Dezember 2018. Suche in Webarchiven) Stand 2010
10. ↑  Landeshaushaltsplan für das Haushaltsjahr 2021 Einzelplan 03 für den Geschäftsbereich des Hessischen Ministeriums des Innern und für Sport (PDF; 1,1 MB), auf finanzen.hessen.de
11. 1 2  polizei.hessen.de: Aufgaben der Wachpolizei, Stand: 4. September 2008
12. ↑  Qualifikationseckpunkte der Entgeltgruppen mit möglichen Berufsgruppen TVöD und TV-L. oeffentlichen-dienst.de
13. 1 2  § 13 HSOG-DVO
14. ↑  § 99 HSOG, Stand 23. August 2018
15. ↑  polizei.hessen.de: Bezahlung - soziale Leistungen, Stand 4. September 2008
16. ↑  Erfolg für vier Angestellte der Wachpolizei des Landes Hessen beima Arbeitsgericht Wiesbaden. jaeckel-rechtsanwaelte, abgerufen am 23. November 2021.
17. ↑  Auch die 10. Kammer des Arbeitsgerichts Wiesbaden gibt klagenden Polizisten Recht. - Pressespiegel - Aktuell - Jäckel Rechtsanwälte · Arbeitsrecht · Berlin · Wiesbaden.
18. ↑  Entgeldordnung zum TV-H. dbb.de
19. ↑  Qualifikationseckpunkte der Entgeltgruppen mit möglichen Berufsgruppen TVöD und TV-L www.oeffentlichen-dienst.de
20. ↑  medienservice.sachsen.de: „Sächsische Polizei wird personell und materiell aufgestockt – Installation einer Wachpolizei vorgesehen“ (Memento vom 7. September 2012 im Webarchiv archive.today), Stand 14. September 2008
21. ↑  medienservice.sachsen.de: „Ausbildungsbeginn bei der Sächsischen Wachpolizei“ (Memento vom 6. Januar 2013 im Webarchiv archive.today), Stand: 14. September 2008
22. 1 2  edas.landtag.sachsen.de: Sächsisches Wachpolizeigesetz, Stand: 14. September 2008
23. ↑  polizei.sachsen.de: „Vereidigung sächs. Polizeibeamtinnen u. -beamte“ (Memento vom 11. Juli 2007 im Internet Archive), Stand: 14. September 2008
24. ↑  medienservice.sachsen.de: „50 Angehörige für die Sächsische Wachpolizei gesucht“, Stand: 14. September 2008
25. ↑  Chemnitzer Verlag und Druck GmbH & Co. KG: Sächsische Wachpolizei formiert sich - und bleibt umstritten.
26. ↑  Sicherheit – Erste Wachpolizisten beginnen Dienst in Dresden und Leipzig / Polizeiticker Mitteldeutschland / Mitteldeutschland - DNN - Dresdner Neuste Nachrichten. In: Dresdner Neuste Nachrichten. DNN-Online, abgerufen am 29. April 2016.
27. ↑  https://www.l-iz.de/melder/wortmelder/2020/10/Wuerdigung-fuer-Wachpolizei-in-Sachsen-356890
28. ↑  Die Welt: Asylheime bewachen. Nach drei Monaten Ausbildung bewaffnet in den Dienst, abgerufen am 4. Februar 2016
29. ↑  Nach drei Monaten Ausbildung bewaffnet in den Dienst. In: DIE WELT. Abgerufen am 29. April 2016.
30. ↑  Die Welt: Asylheime bewachen. Nach drei Monaten Ausbildung bewaffnet in den Dienst , abgerufen am 4. Feb. 2016.
31. ↑  Oliver Hach: Sächsische Wachpolizei formiert sich – und bleibt umstritten. In: freiepresse.de. 1. Februar 2016, abgerufen am 4. Februar 2016.
32. ↑  Michael Bock: 250 Hilfspolizisten für Sachsen-Anhalt.
33. ↑  Weniger Wachpolizisten: Suche nach Verstärkung schwierig
34. ↑  Niemand will die "Wachpolizei" des Innenministers zeit-online von 16. Juni 2016, abgerufen am 17. Juni 2016.
35. ↑  Kriminologe Pfeiffer zu Wachpolizisten - "Das würde die Kultur der Polizei in Deutschland massiv gefährden". In: Deutschlandfunk. Abgerufen am 18. Juni 2016.